# Drachentor

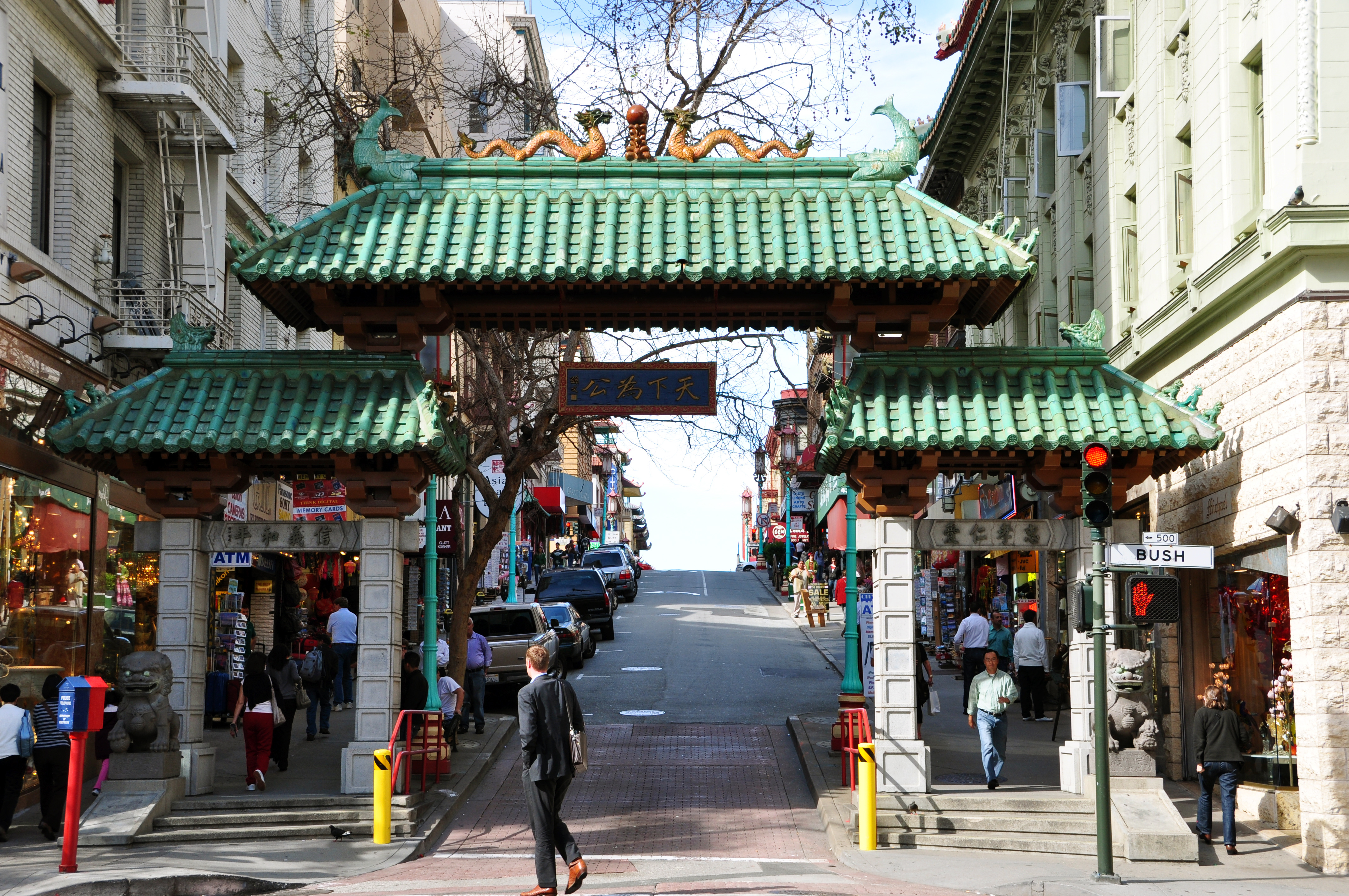
Drachentor, 2010

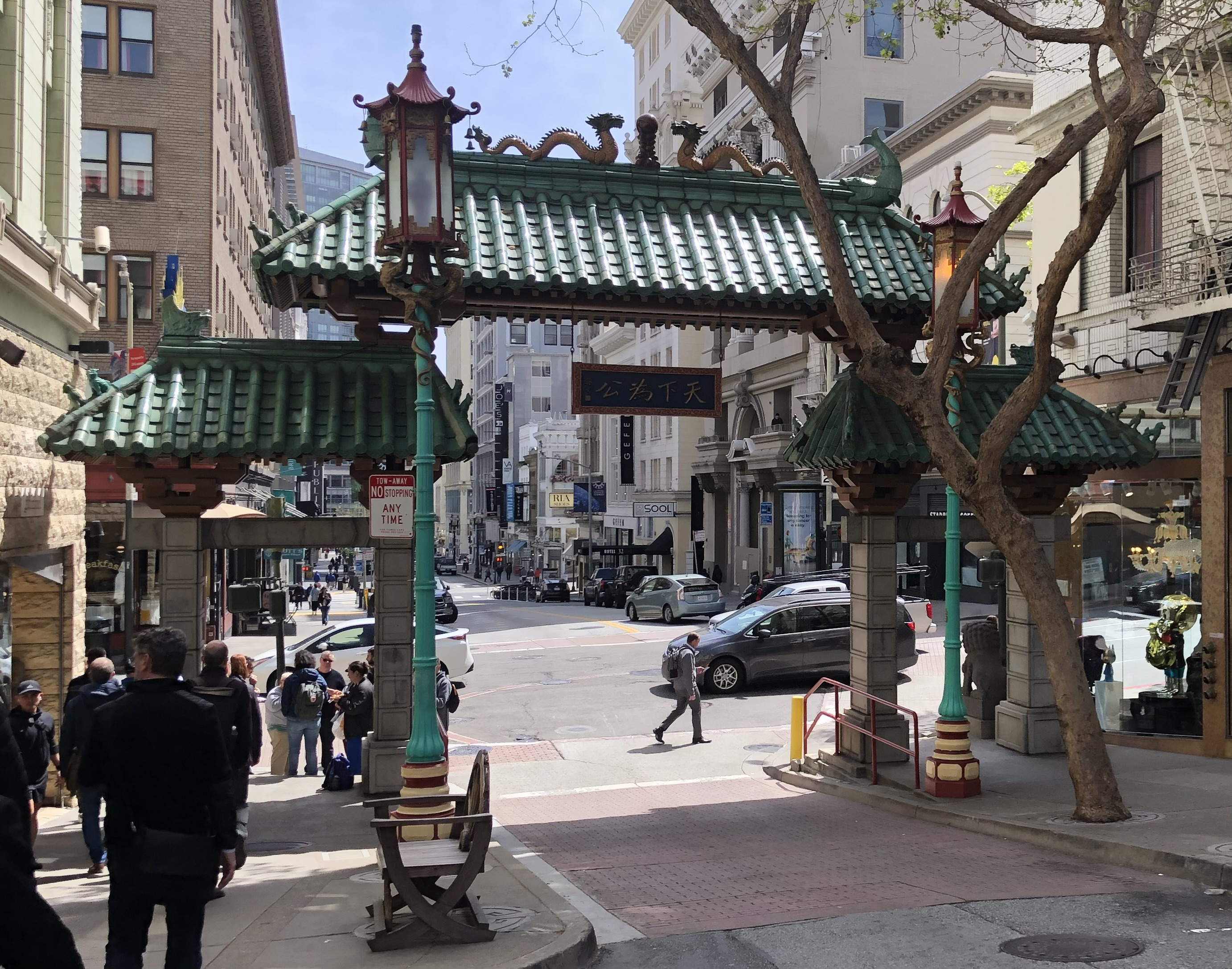
Rückseite, 2023

Das Drachentor (englisch Dragon Gate auch Chinatown Gateway) ist ein Tor am Eingang zum Stadtteil Chinatown in San Francisco, Kalifornien.

## Lage
Das Tor überspannt am südlichen Ende von Chinatown die Grant Avenue, die hier auf die südlich querende Bush Street trifft. Es bildet so den südlichen Eingang zum Stadtteil.

## Geschichte
Erste Pläne für den Bau eines solchen Tores gab es ab 1956. Das von Bürgermeister George Christopher zur Verbesserung des Fußgängerverkehrs und der Geschäfte eingesetzte Chinatown Improvement Committee schlug den Bau eines solchen Tores vor. Die vorgesehenen Kosten von 50000 US-Dollar wurden jedoch von der San Fracisco Art Commission als zu hoch erachtet und auf maximal 35.000 US-Dollar festgelegt. Einen ausgeschriebenen Wettbewerb gewann ein Entwurf von Clayton Lee aus San Mateo. Die tatsächlichen Kosten beliefen sich auf 70.000 US-Dollar.
Nach längerer Bauzeit war das Tor im Mai 1970 fertiggestellt. Die offizielle Einweihung fand jedoch erst im Oktober 1970 statt, da zu diesem Zeitpunkt der Premierminister der Republik China (Taiwan), Yen Chia-kan teilnehmen konnte. An der Einweihung nahmen etwa 3000 Menschen, darunter auch 50 Demonstranten teil.
Das Tor entwickelte sich schnell zu einem gern von Touristen besuchten und viel fotografierten Ort. Die Idee ein Gegenstück am anderen Ende von Chinatown zu errichten, wurde nicht umgesetzt.

## Architektur
In seiner Gestaltung nimmt es Bezug auf traditionelle chinesische Zeremonialtore. Die mittlere große Tordurchfahrt wird links und rechts von zwei kleineren Toröffnungen flankiert. Die drei Dächer sind mit grünen Ziegeln eingedeckt. Als Verzierungen finden sich Tierfiguren aus Keramik, darunter zwei Drachen und zwei Karpfen. Keramikelemente sind eine Spende aus Taiwan. Wie bei chinesischen Dorftoren üblich, befindet sich der Name des Stifters auf einer Inschrift im Tor.
Auf seiner Südseite wird das Tor von zwei flankierenden Löwenfiguren bewacht.